# Pál Bogár
Pál Bogár (Timișoara, 2 settembre 1927 – Székesfehérvár, 17 agosto 2012) è stato un cestista ungherese.

## Carriera
Con l'Ungheria ha disputato i Giochi olimpici di Helsinki 1952 e due edizioni dei Campionati europei (1953, 1955).